# Dira swanepoeli
Dira swanepoeli là một loài bướm ngày thuộc họ Nymphalidae. Nó được tìm thấy ở the tỉnh Limpopo và miền nam slopes của Blouberg Range in Nam Phi.
Sải cánh dài 58–65 mm đối với con đực và 60–68 mm đối với con cái. Con trưởng thành bay từ cuối tháng 2 đến đầu tháng 3. Có một lứa một năm
Ấu trùng ăn các loài Poaceae khác nhau, bao gồm Eragrostis aspera, Ehrharta erecta và Pennisetum clandestinum.

## Phụ loài
- Dira swanepoeli swanepoeli (miền bắc Transvaal)
- Dira swanepoeli isolata van Son, 1955 (Blouberg Range ở miền bắc Transvaal)